# عاشقان و دیگر غریبه‌ها
عاشقان و دیگر غریبه‌ها (به انگلیسی: Lovers and Other) فیلمی در ژانر کمدی به کارگردانی سای هاوارد و نویسندگی دیوید سوزکایند است که در سال ۱۹۷۰ منتشر شد. این فیلم از نمایشنامه‌ای نوشتهٔ رینی تیلور و جوزف بولونیا اقتباس شده‌است. بازیگران آن ریچارد اس. کاستلانو، گیگ یانگ، کلوریس لیچمن، آن جکسون، بیتریس آرتور، بانی بدیلیا، مایکل براندون، هری گواردینو، ان میرا، باب دیشی، ماریا هیلی، جوزف هیندی و داین کیتن، در اولین فیلمش، هستند. سیلوستر استالونه هم در این فیلم نقشی کوتاه بازی کرده‌است. این فیلم نامزد دریافت سه جایزه اسکار شد (که توانست جایزه اسکار بهترین ترانه را دریافت کند) و یکی از پر فروش ترین فیلم‌ها در سال ۱۹۷۰ بود. این فیلم سکوی پرتابی برای ریچارد اس. کاستلانو (به خاطر یفای نقش در این فیلم نامزد دریافت جایزه اسکار شد) و داین کیتن (که بعد از این در پدرخوانده بازی کرد) بود. ترانه «الآن برای همهٔ ما» توسط راب رویر و جیمی گریفن نوشته شد و فرد کارلین آنرا ساخته‌است.

## بازیگران
- بیتریس آرتور
- بانی بدیلیا
- مایکل براندون
- ریچارد اس. کاستلانو
- کلوریس لیچمن
- ایمی استیلر
- آن جکسون
- ان میرا
- باب دیشی
- داین کیتن
- گیگ یانگ
- هری گواردینو
- سیلوستر استالونه